# Tebing Bulang
Tebing Bulang is een bestuurslaag in het regentschap Musi Banyuasin van de provincie Zuid-Sumatra, Indonesië. Tebing Bulang telt 3682 inwoners (volkstelling 2010).